# James Barclay
James Barclay (Felixstowe, 15 maart 1965) is een Engelse fantasyschrijver. Hij is de auteur van de trilogieën Chronicles of The Raven en Legends of the Raven. In Nederland werd Chronicles of the Raven vertaald uitgebracht als De Kronieken van de Raven.

## Biografie
Barclay groeide met zijn ouders Thea en Keith, broer Mike en zussen Nancy en Virginia op in Felixstowe. Daar woonde hij de eerste achttien jaar van zijn leven. Hij raakte geïnspireerd om te gaan schrijven, doordat hij zelf graag boeken las. Zijn broer introduceerde hem in de sciencefiction- en fantasygenres. Hij las alle boeken van de Bigglesreeks in zijn vroege tienerjaren. Ook las hij de boeken van onder andere J.R.R. Tolkien, Brian Aldiss, Robert Heinlein, Allan Dean Foster, Michael Moorcock.
Op achttienjarige leeftijd ging hij naar Sheffield City Polytechnic om Electronics Control and Design Engineering te studeren. Na twee weken schakelde hij over naar een studie communicatie. Hij ging tijdens zijn studie door met schrijven en kreeg een kort verhaal gepubliceerd in een lokaal blad. Aan het einde van zijn studie besloot Barclay dat hij acteur wilde worden en verhuisde naar Londen om daar Performing Arts te studeren. Hij maakte deel van een aantal studentenfilms en verscheidene amateurdrama's. Vanaf zijn 23ste had Barclay verschillende baantjes, onder meer als pakketjesbezorger. 
Barclays eerste verhaal was Troja: Dawn, dat hij schreef toen hij dertien jaar was. Op vijftienjarige leeftijd volgde What Price, Civilisation?. Beide verhalen heeft hij altijd in zijn bezit gehouden. Zijn eerste manuscript getiteld The All-God's gift werd niet gepubliceerd. In 1999 werd zijn eerste boek in Engeland gepubliceerd, Dawnthief. Dit is het eerste boek over The Raven, die centraal staan in zeven van zijn boeken. Later publiceerde hij The Ascendents of Estorea. Vanaf maart 2004 werd hij fulltime schrijver.
Barclay is getrouwd met Clare en woont met haar in Teddington. Ze hebben een zoon die geboren werd op 25 januari 2007.

#### The Chronicles of the Raven -De Kronieken van de Raven
- Dawnthief (1999) - Dauwdief (2005 vertaald)
- Noonshade (2000) - Dagschaduw (2006 vertaald)
- Nightchild (2001) - Nachtkind (2006 vertaald)

#### The Legends of the Raven
- Elfsorrow (2002)
- Shadowheart (2003)
- Demonstorm (2004)
- Ravensoul (2008)

#### The Ascendents of Estorea
- Cry of the Newborn (2005)
- Shout for the Dead (2007)

#### Overige titels
- Light Stealer (2003)
- Vault of Deeds (2008)